# Alain Prochiantz
Alain Prochiantz é um pesquisador em neurobiologia e professor do Collège de France, do qual se tornou administrador de 2015 a 2019. Ele também é autor de um importante trabalho, mais filosófico, sobre a relação entre ciência e sociedade. Neste sentido, ele colaborou em várias apresentações teatrais.

## Biografia
Alain Prochiantz nasceu em 1948 em Paris. Ele estudou na École Normale Supérieure. Após uma tese científica obtida em 1976 no campo da tradução genética, voltou-se para a neurobiologia trabalhando com Jacques Glowinski e tornou-se pesquisador no CNRS  . Obteve a direção do departamento de Biologia da École Normale Supérieure que manteve até 2006 para ensinar os " Processos morfogenéticos" no College de France em 2007  .
Ele é membro da Academia de Ciências desde 2003 e Presidente do Comitê de Pesquisa da Fundação de Pesquisa Médica (FRM). Em 2011, ele recebeu o "Grand Prix de l'Inserm" , por todo o seu trabalho.
Alain Prochiantz  é autor de vários artigos científicos e livros sobre o cérebro. Isso é o que ele chama de "ciência diurna".
Ele também trabalha com seu amigo Jean-François Peyret sobre  produções teatrais científicas  E o que ele chama de "ciência noturna". Juntos, colaboraram na redação da peça Ex vivo / In vitro, criada no Théâtre de la Colline em Paris.

## Contribuições científicas
Alain Prochiantz trabalha desde o início da década de 1980 no campo da neurobiologia molecular, particularmente nos processos de morfogênese e diferenciação de células nervosas. Ele realizou seu primeiro grande trabalho no Collège de France com Jacques Glowinski sobre o desenvolvimento in vitro e maturação de neurônios dopaminérgicos no mesencéfalo  , , .
Tendo o seu laboratório transferido para a École Normale Supérieure, interessou-se pelos sinais moleculares responsáveis por certos processos de morfogénese neuronal e sublinhou em particular já em 1991 o papel das homeoboxes de certos factores de transcrição  , ( mas também de diferentes proteínas da matriz extracelular como tenascina , Glicosaminoglicano  ...) nestes fenômenos.

## Prêmios e reconhecimento
- 2001 : Prêmio de Pesquisa Fundação Allianz-Institut de France [11] .
- 2011 : Inserm Grande Prêmio

## Trabalho
- As Estratégias do Embrião, PUF, 1987,ISBN 978-2-13-041422-3
- A Construção do Cérebro, Hachette, 1989,ISBN 978-2-01-235028-1
- Claude Bernard : a revolução fisiológica, PUF, 1990
- Biologia no boudoir, edições Odile Jacob, 1995,ISBN 978-2-7381-0316-1
- As Anatomias do Pensamento - Sobre o que as lulas pensam? ?, edições Odile Jacob, 1997,ISBN 978-2-7381-0448-9
- Machine-mind, edições Odile Jacob, 2001,ISBN 9782738109163
- A novilha e o pitagórico - Tratado das formas, Alain Prochiantz e Jean-François Peyret, edições Odile Jacob, 2002,ISBN 978-2-7381-1210-1
- As Variações de Darwin, Jean-François Peyret e Alain Prochiantz, col. " Ciência », edições Odile Jacob, 2005,ISBN 978-2-7381-1559-1
- Geometrias dos vivos, col. " Aulas inaugurais do College de France », edições Fayard, 2008,ISBN 978-2-213-63501-9 .
- Darwin : 200 anos, col. " Escola Secundária França », edições Odile Jacob, 2010,ISBN 978-2-7381-2522-4 .
- Genética, evolução, desenvolvimento, edições De vive voix, 2010,ISBN 978-2-84684-099-6 .
- O que é o vivo ?, col. " Livros do Novo Mundo », Edições du Seuil, 2012,ISBN 9782021026733 .
- Monkey você mesmo, edições Odile Jacob,ISBN 9782738146991, 2019 [12] .